# DHK Zora Olomouc
Dámský házenkářský klub Zora Olomouc, z. s., je spolkem, který provozuje házenou na vrcholové úrovni, s návazností na státní reprezentaci České republiky. Klub je pokračovatelem tradic ženské české házené v Olomouci, která zde počíná rokem 1919. Klubové barvy jsou modrá a bílá.
Sportovní činnost je provozována v areálu házené na Andrově stadionu v Olomouci, jehož součástí jsou dvě venkovní hřiště (jedno s asfaltovým a jedno s antukovým povrchem), sportovní hala s kapacitou 600 diváků, s turistickou ubytovnou s osmi třílůžkovými pokoji a rehabilitačním zařízením se saunou. Součástí areálu je budova se sociálním zázemím, šatnami, skladovými prostorami a restaurací APETIT – ZORA klub, která je pronajata k provozování restaurační činnosti. Majetkově jsou všechna tato sportovní zařízení a související budovy v majetku DHK Zora Olomouc, včetně venkovních hřišť, která byla získána jako dar od SK Sigma Olomouc.
Spolek měl k 31. prosinci 2005 celkem 511 členů, z toho bylo 346 hráček všech věkových kategorií od přípravky a miniházené až po družstvo žen, a 58 funkcionářů, trenérů a rozhodčích, ostatní byli členové a příznivci klubu. Organizačně řídí dočasně klub řídící výbor (ŘV), který organizuje činnost klubu zejména po stránce finanční a marketingové. Pracuje ve složení: Ing. Vítězslav Růžička – místopředseda klubu (statutární zástupce klubu), Jaromír Maráček, Zdeněk Juráš, Vítězslav Hejtmánek. Sportovní činnost organizuje a řídí Sportovní komise, která pracuje ve složení: Ing. Václav Dobeš – předseda komise a organizační pracovník klubu, Zdeněk Juráš, Vítězslav Hejtmánek, Mgr. Lubomír Krejčíř, Mgr. Jan Bělka, Valdemar Macharáček, Iveta Hofmanová, Jiří Novotný.
Mimo sportovní činnosti družstev všech věkových kategorií (ženy, starší dorostenky, mladší dorostenky, starší a mladší žákyně, miniházená 4+1 a přípravka) zabezpečuje klub organizačně, personálně i technicky činnost Sportovního centra mládeže (SCM) a sportovních tříd (ST) na ZŠ Holečkova v Olomouci. Vedoucím trenérem SCM je Mgr. Jan Bělka a ST Iveta Hofmanová.